# Сарму проб’о ниси
Сарму проб'о ниси (СПН) је некадашња сатирична политичка организација у Србији формирана у Младеновцу 2016. године. СПН је почео као измишљена политичка странка коју је створила група комичара из Младеновца. Постали су популарни након што су снимали духовит пародијски промотивни видео свог фиктивног лидера Љубише Прелетачевића Белог. Након што је видео постао популаран на Јутјубу, пратиоци су их убедили да се кандидују на изборима. Група се заклела да ће направити много лажних обећања и лажне наде. Фокус њихове кампање је био да се направи еутаназијски центар за пензионере у њиховој локалној болници, како би држава уштедела новац.
Локални избори у Србији су се одржали 24. априла 2016. године, заједно са парламентарним изборима. Зато што СПН није званично регистрован као политичка странка, учествовали су у изборима као независна листа „Бели — само јако”. Освојили су 20% гласова и 12 места у локалној скупштини. Били су друга најјача странка у Младеновцу након Српске напредне странке.
Љубиша Прелетачевић Бели, лидер СПН-а, је учествовао на изборима за председника Србије 2017. године.